# Palais royal de Cagliari
Pour les articles homonymes, voir Palais royal.
Le Palais Royal de Cagliari , (en italien, Palazzo Regio, ou aussi Viceregio), est un bâtiment historique à Cagliari, l'ancienne résidence du représentant du roi pendant les dominations aragonaise, espagnole et des Savoie. Il abrite actuellement le siège de la Préfecture de la ville métropolitaine de Cagliari ainsi que les bureaux décentralisés de la nouvelle province de Sud Sardaigne. Il est situé sur la Piazza Palazzo, dans le quartier de Castello. 

## Histoire
Le palais remonte au XIVe siècle et est devenu le siège du vice-roi à partir de 1337, à la demande de Pierre IV d'Aragon  . Au cours des siècles, le bâtiment a subi plusieurs modifications et extensions. Les restaurations du XVIIIe siècle étaient particulièrement importantes; en 1730, le grand escalier menant au rez-de-chaussée  a été construit, dont les chambres ont été restaurées en 1735 par della Vallea. La façade ouest, avec le portail principal aligné avec l'escalier, a été aménagée en 1769, comme en témoigne l'inscription placée sur la lunette de la porte-fenêtre qui s'ouvre sur le balcon central. 
Entre 1799 et 1815, le palais était la résidence officielle de la famille royale et de la cour , en exil de Turin, occupée par Napoléon. 
En 1885, le palais devient la propriété de la Province, qui y établit son bureau de représentation et s'occupe de la restauration des salles internes, afin de les adapter à la nouvelle fonction. En 1893, la décoration de la salle du Conseil a commencé, par Domenico Bruschi pour les fresques et Angeletti pour les stucs. Les travaux ont pris fin en 1896. 

## Galerie d'images

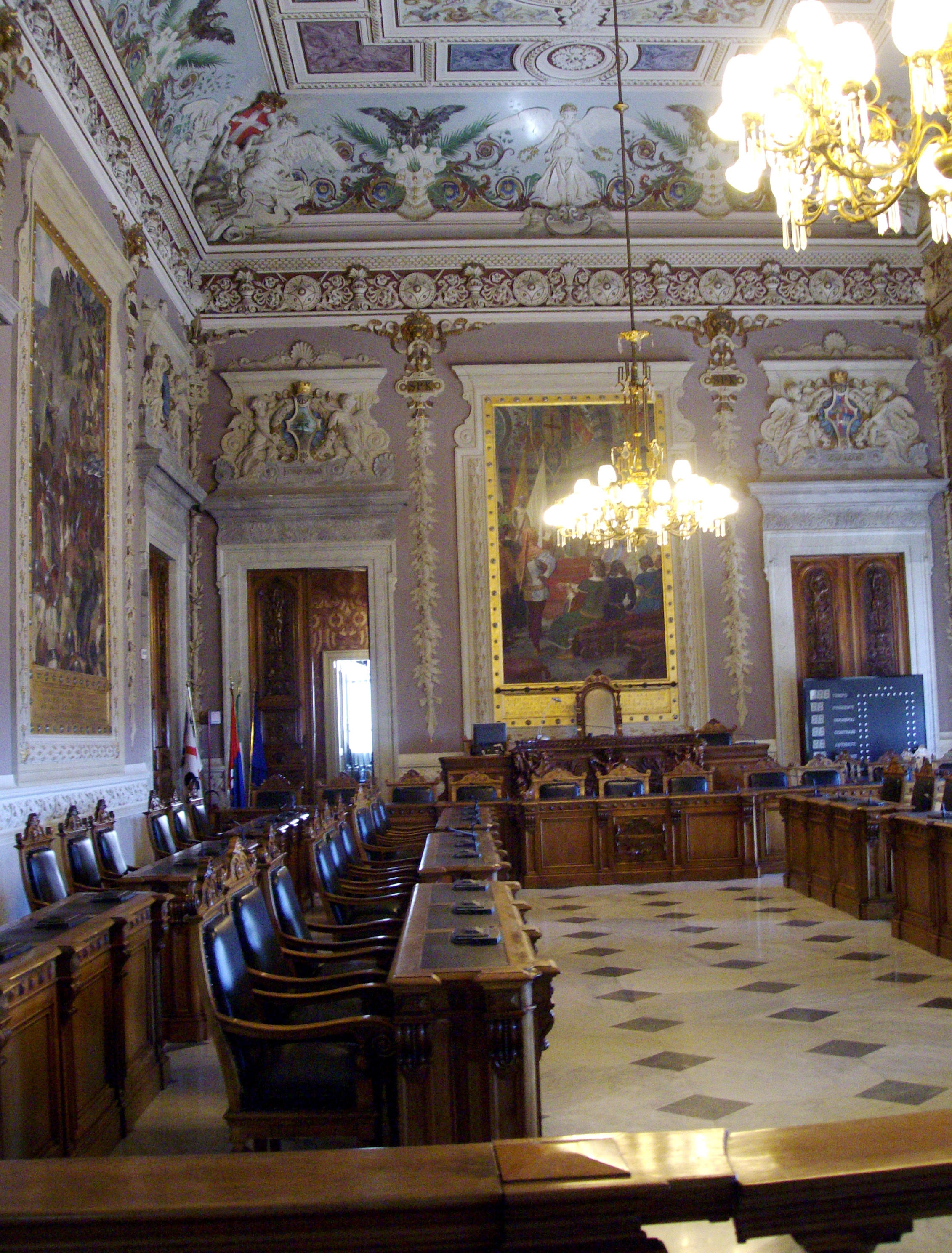
Salle du conseil métropolitain
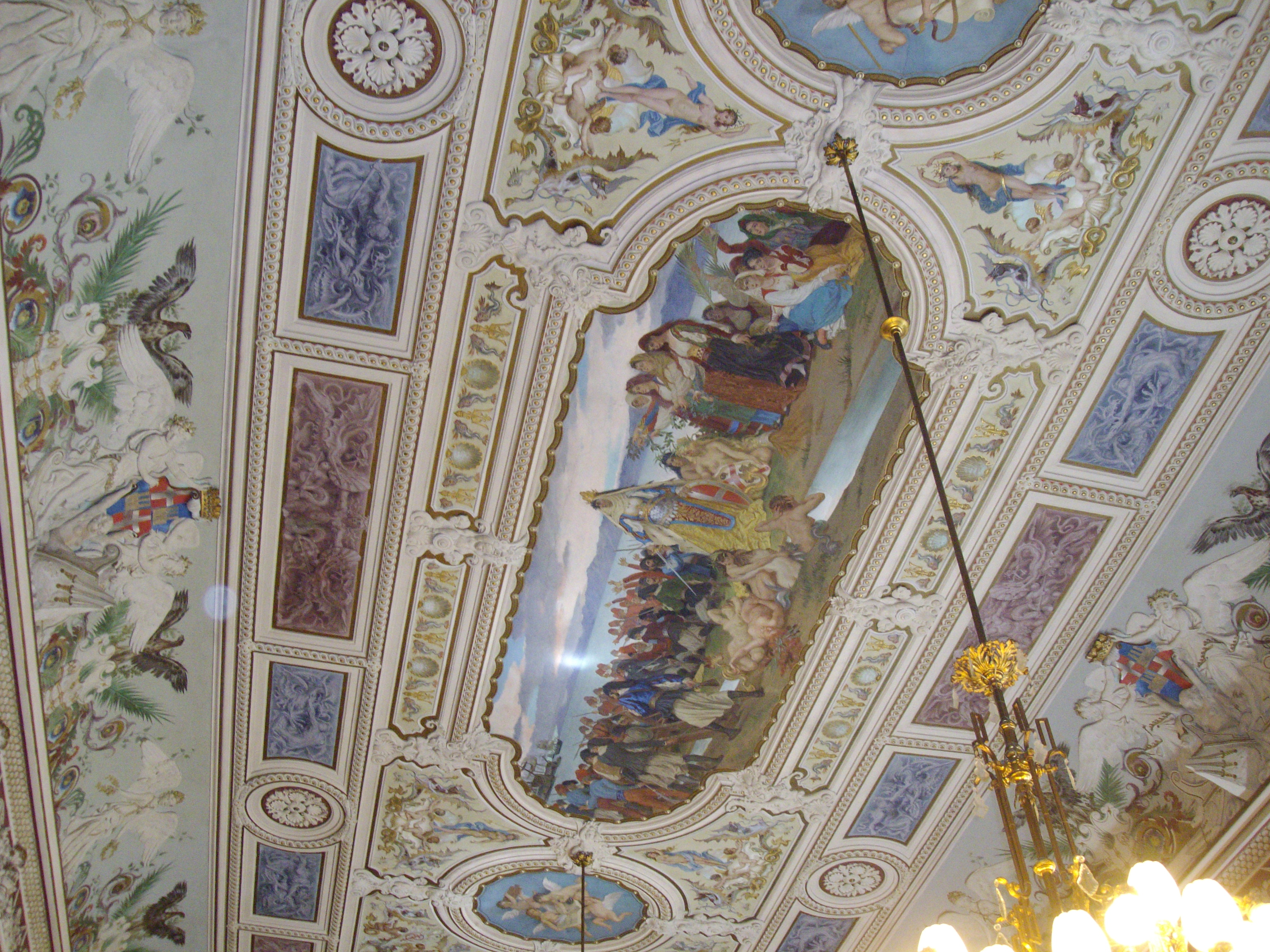
fresque
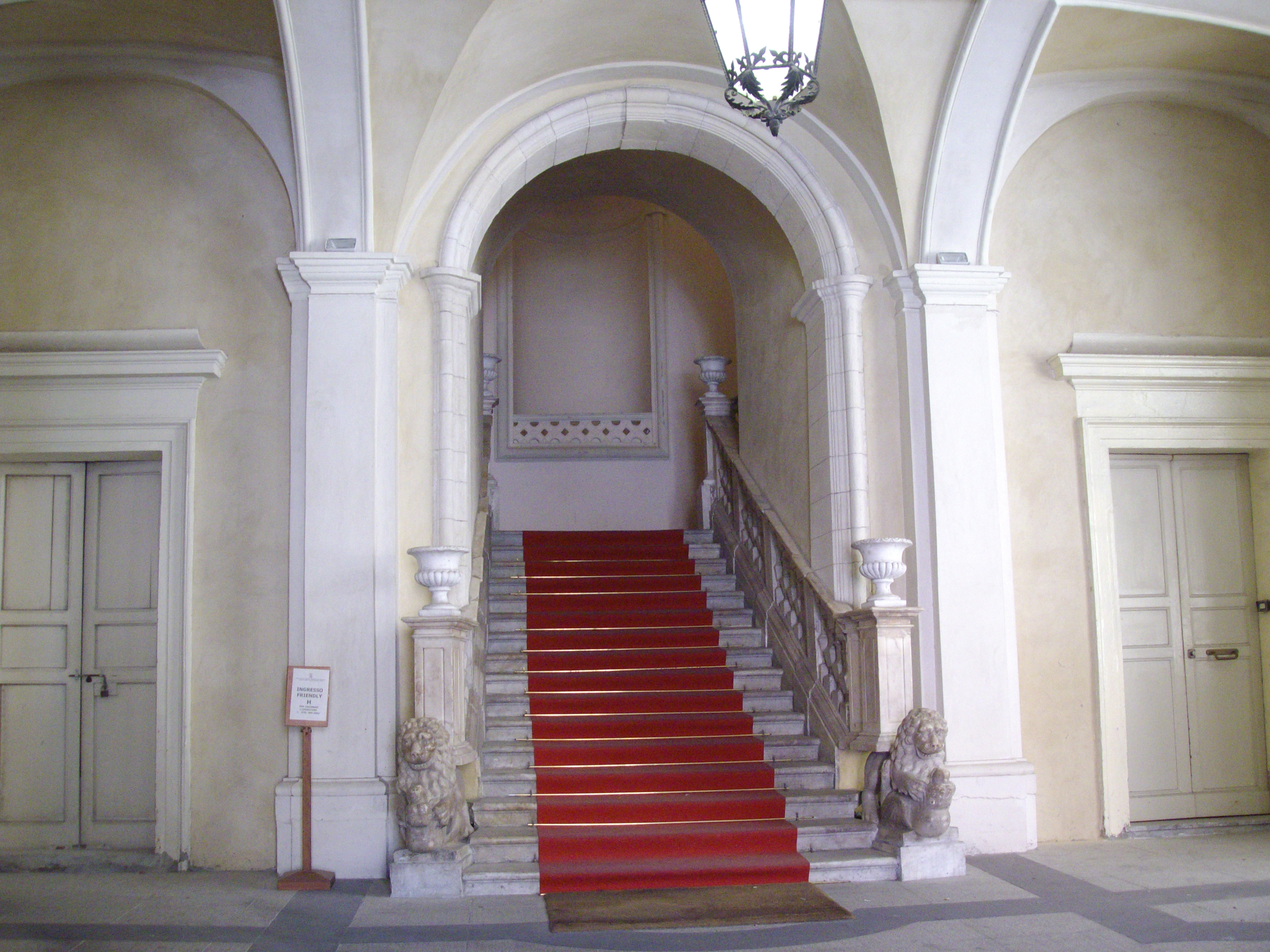
Escalier intérieur
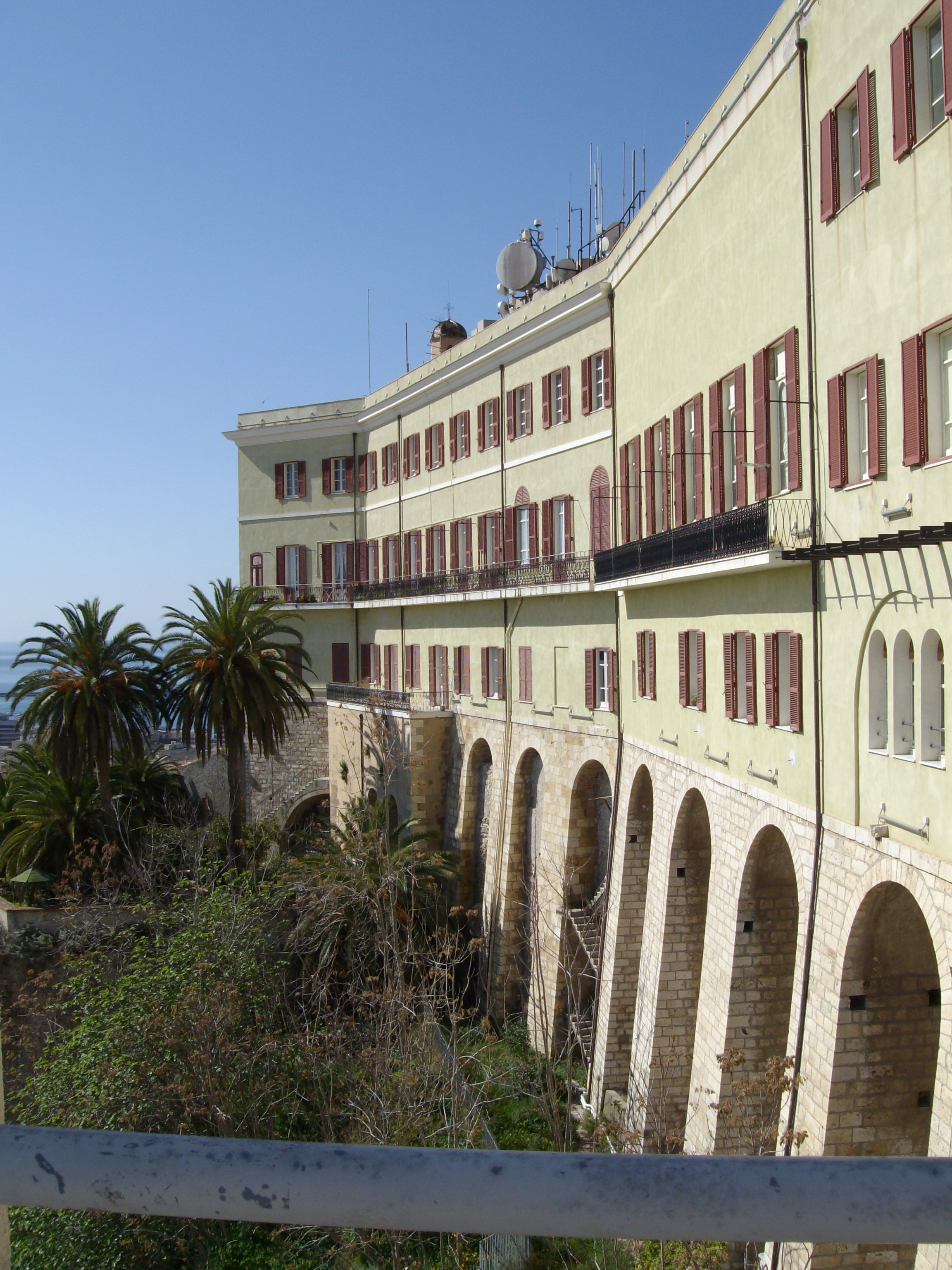
Façade Est